# Yerbas Buenas
Yerbas Buenas – miasto w Chile, w regionie Maule, w prowincji Linares.